# Monseñor José Vicente de Unda
Monseñor José Vicente de Unda é um município da Venezuela localizado no estado de Portuguesa.
A capital do município é a cidade de Paraíso de Chabasquén.